# Cephalotes persimplex
Cephalotes persimplex é uma espécie de inseto do gênero Cephalotes, pertencente à família Formicidae.